# Joseph-François Rabanis
Joseph-François Rabanis (né le 18 janvier 1800 à Chambéry et mort le 13 novembre 1860 à Paris) est un fonctionnaire et historien médiéviste français du XIXe siècle. Il a enseigné l'histoire à la Faculté de Lettres de Bordeaux et fut président de la Commission des Monuments historiques de la Gironde.
Son essai le plus célèbre, Les Mérovingiens d’Aquitaine (1856), établit le caractère apocryphe de la Charte d'Alaon, qui faisait remonter la généalogie du duc Eudes d'Aquitaine († 735) et celle de plusieurs maisons aristocratiques du sud-ouest, aux rois Mérovingiens (Faux Mérovingiens). Il remet par là en cause une bonne partie des idées reçues sur l'histoire de la Gascogne et du Royaume de Navarre.

## Biographie
D'abord professeur d’histoire au lycée de Bordeaux, il est nommé doyen de la faculté des lettres à la création des facultés dans cette ville (1840), et la chaire d’histoire lui est confiée. Ses leçons attirent un public nombreux. En 1851, Rabanis se rend à Paris et obtient l'année suivante un poste de chef de bureau dans la division de l’administration au Ministère de l'Instruction publique. Il fait partie du comité historique du ministère. Rabanis ne laisse qu’un petit nombre de courtes monographies : il a eu le projet d’écrire l’histoire de la ville de Bordeaux, car le volume du bénédictin dom Devienne, publié en 1774, est très incomplet ; cette intention n’a pas été exécutée, et il n’a paru de cette histoire qu’un petit nombre de feuilles (1837). C’est à ce travail que se rattachent ses Études historiques et littéraires sur St-Paulin de Nole (1841).

## Œuvres
- Documents extraits du cartulaire de l’abbaye de la Seauve, sur le prieuré d’Exea en Aragon. In: Actes de l’Académie nationale des Sciences Belles-Lettres et Arts de Bordeaux Pt. 1, 2 (1839) p. 313–330
- Saint-Paulin de Nôle (fragment d’histoire de Bordeaux). In: Actes de l’Académie nationale des Sciences Belles-Lettres et Arts de Bordeaux Pt. 1, 1 (1839) p. 157–182
- Recherches sur les Dendrophores et sur les corporations Romaines en général, 1841. La découverte d’un bas-relief amena Rabanis à écrire cet intéressant travail d'archéologie.
- Notice sur Florimont, sire de Lesparre, suivie d’un précis historique sur cette seigneurie, 1843
- Itinéraire de Clément V pendant l’année qui précède son avènement au Saint-Siège, 1850
- Les Mérovingiens d’Aquitaine, essai historique et critique sur la charte d’Alaon, 1856
- Clément V et Philippe-le-Bel: lettre à M. Charles Daremberg sur l’entrevue de Philippe-le-Bel et de Bertrand de Got à Saint-Jean d’Angéli ; suivie du Journal de la visite pastorale de Bertrand de Got dans la province ecclésiastique de Bordeaux en 1304 et 1305, 1858
- Administration municipale et institutions judiciaires de Bordeaux pendant le moyen âge. In: Revue historique de droit français et étranger Pt. 7 (1861) p. 461–522